# Tallholmen, Ekerö kommun

Tallholmen är en ö i Mälaren, som ligger söder om Brommalandet.
Den drygt en hektar stora ön ligger strax norr om den större ön Björnholmen, öster om Granholmen och Krankholmen och sydöst om Kärsön. Ön är obebodd och tillhör Ekerö kommun.